# Simon Oliver
Simon Oliver es un guionista de cómics angloamericano. Escribió la serie de Wildstorm Gen¹³ y las series, publicadas por la línea Vertigo de DC Comics, The Exterminators y Hellblazer Presents: Chas - The Knowledge. En la actualidad es el guionista de The Hellblazer, tras el relanzamiento de los títulos del Universo DC llamado Rebirth.

## Biografía
Criado en el Reino Unido, Oliver creció leyendo cómics europeos, y acabó tomando interés en el cómic americano como Watchmen en los últimos años 80. A principios de los años 90, vivió en países del Tercer Mundo durante cinco años, apartado de los cómics y de la cultura popular en general. Alrededor de 2003, mientras vivía en Los Ángeles y trabajando fundamentalmente como ayudante de cámara, decidió volver a la escritura. Una de sus primeras obras fue The Exterminators. Planeada inicialmente como una serie de TV, Oliver se dio cuenta rápidamente de que no era material para las grandes cadenas de televisión y llevó la sinopsis a la editorial que más respetaba. The Exterminators fue publicada por Vertigo en 2006 como serie regular.
Oliver se convirtió en el guionista de la serie de Wildstorm Gen¹³ en noviembre de 2007. Como parte de las publicaciones del vigésimo aniversario de Hellblazer, escribió una miniserie basada en su amigo más antiguo, Chas, llamada Hellblazer Presents: Chas - The Knowledge.
En 2013, Oliver colaboró con el dibujante Robbi Rodriguez para la serie de ciencia ficción publicada por Vertigo, Collider. Después de que una editorial internacional de cómics demandara a DC Comics por la utilización de dicho título, Oliver y Vertigo lo cambiaron a FBP: Federal Bureau of Physics.
En 2015, Oliver se convirtió en el guionista regular de John Constantine: The Hellblazer, segunda serie protagonizada por John Constantine enmarcada en la línea The New 52. Tras el evento DC Comics Rebirth, Oliver se convirtió en 2016 en el guionista regular de la nueva serie The Hellblazer, con la pretensión de devolver al personaje al tipo de historias protagonizadas durante la larga y aclamada serie publicada en su día por Vertigo, cancelada en 2013.